# Chang Mi-hee
Chang Mi-hee (de nacimiento Lee Yun-hui) es una actriz surcoreana.

## Carrera
Debutó como actriz en 1976 cuando protagonizó Seong Chun-hyang jeon dirigida por Park Tae-won y la serie de televisión, Haenyeo Dang-sil (Mujer del Mar Dang-sil).
Fue generalmente referida como la "Nueva Troika" o "Segunda Troika" junto las actrices, Jeong Yun-hui y Yu Ji-in en las décadas de 1970 y 1980 después de las "Primeras Troika", Moon Hee, Nam Jeong-im, y Yoon Jeong-hee de la década de 1960.

## Filmografía

### Películas
Nota: la lista entera esta referenciada.
| Año  | Título inglés                            | Título coreano          | Rol               |
| ---- | ---------------------------------------- | ----------------------- | ----------------- |
| 1976 | Seong Chun-Hyang                         | 성춘향전                | Seong Chunhyang   |
| 1977 | Winter Woman                             | 겨울여자                | I-hwa             |
| 1978 | A Seashore Village                       | 갯마을                  |                   |
| 1978 | The Home of Stars                        | 별들의 고향 (속)        |                   |
| 1979 | Night Markets                            | 야시                    |                   |
| 1979 | The Trumpeter                            | 나팔수                  |                   |
| 1979 | Neumi                                    | 느미                    | Neumi             |
| 1979 | Vicious Woman                            | 순악질여사              |                   |
| 1980 | The Bird of Fire                         | 불새                    |                   |
| 1980 | Spring Rain in Winter                    | 겨울에 내리는 봄비      |                   |
| 1980 | Colorful Woman                           | 색깔있는 여자           |                   |
| 1980 | She Is Something                         | 그 여자 사람잡네        |                   |
| 1980 | The Wooden Horse that Went to Sea        | 바다로 간 목마          |                   |
| 1980 | Winter Love (1980 film)                  | 겨울사랑                |                   |
| 1980 | Woman I Abandoned II                     | 내가 버린 여자 2        |                   |
| 1981 | Three Times Each for Short and Long Ways | 세번은 짧게 세번은 길게 |                   |
| 1981 | Last Stop                                | 종점                    |                   |
| 1981 | The Shaolin Drunken Monk                 | 취팔권 광팔권           |                   |
| 1981 | Brother Kim Du-han and Brother Sirasoni  | 김두한형 시라소니형     |                   |
| 1981 | Let's Meet in the Sad Season             | 슬픈 계절에 만나요      |                   |
| 1981 | A Battle Journal                         | 종군수첩                |                   |
| 1981 | Whale Island Escapade                    | 고래섬 소동             |                   |
| 1982 | Sweet As Honey                           | 꿀맛                    |                   |
| 1982 | Night of a Sorceress                     | 무녀의 밤               |                   |
| 1982 | Lover                                    | 애인                    |                   |
| 1982 | The Swamp of Desire                      | 욕망의 늪               |                   |
| 1982 | Idiot in the Forest                      | 숲속의 바보             |                   |
| 1983 | The Flower at the Equator                | 적도의 꽃               |                   |
| 1983 | Love and Farewell                        | 사랑 그리고 이별        |                   |
| 1983 | Can't Forget the First Love              | 첫사랑은 못잊어         |                   |
| 1983 | Three Days and Three Nights              | 삼일낮 삼일밤           |                   |
| 1985 | Deep Blue Night                          | 깊고 푸른 밤            | Jane              |
| 1986 | Hwang Jin-ie                             | 황진이                  |                   |
| 1988 | Holy Night                               | 성야                    |                   |
| 1989 | Country of Fire                          | 불의 나라               | Jeong Eun-ha      |
| 1991 | Death Song                               | 사의 찬미               | Yun Sim-deok      |
| 1996 | Anniquin                                 | 애니깽                  | Guk-hui           |
| 1997 | Father                                   | 아버지                  | Yeong-sin         |
| 2003 | Season In the Sun                        | 보리울의 여름           | A mother superior |
| 2008 | Dream                                    | 비몽                    | Doctor            |
| 2017 | Claire's Camera                          | 클레어의 카메라         | Nam Yang-hye      |

### Series de televisión
| Año     | Título                                  | Rol            | Red  | Ref.  |
| ------- | --------------------------------------- | -------------- | ---- | ----- |
| 2000    | Mom and Sister                          | Han Young-sook | MBC  |       |
| 2003    | A Problem at My Younger Brother's House | Yeon-ji        | SBS  |       |
| 2004    | First Love of a Royal Prince            | Cha Mi-hee     | SBS  |       |
| 2005    | That Summer's Typhoon                   | Jung Mi-ryung  | SBS  |       |
| 2006    | A Woman's Choice                        | Kim Chang-ok   | KBS2 |       |
| 2008    | Mom's Dead Upset                        | Ko Eun-ah      | KBS2 |       |
| 2010    | Life Is Beautiful                       | Jo Ah-ra       | SBS  |       |
| 2012    | Here Comes Mr. Oh                       | Jang Baek-ro   | MBC  |       |
| 2012    | Fashion King                            | Jo Soon-hee    | SBS  |       |
| 2013    | The Firstborn                           | Lee Sil        | jTBC |       |
| 2014    | Cheongdam-dong Scandal                  | SBS            |      |       |
| 2014    | Noblewoman                              | Hong Sun-joo   | jTBC |       |
| 2015    | Unkind Women                            | Jang Mo-ran    | KBS  |       |
| 2016    | Madame Antoine: The Love Therapist      | Bae Mi-Ran     | JTBC |       |
| 2017    | Black Knight: The Man Who Guards Me     | Jang Baek-hee  | KBS2 |       |
| 2018    | Marry Me Now                            | Lee Mi-yeon    | KBS2 |       |
| 2019    | Secret Boutique                         | Kim Yeo-ok     | SBS  |       |
| 2022-23 | Three Bold Siblings                     | Jang Se-ran    | KBS2 | [ 4 ] |

## Premios
- 1980, 1.º Premios de Críticos de Cine Coreanos: mejor actriz por Neumi
- 1981, 17.º Premios de Artes Baeksang : mejor actriz de tv por Eulhwa (KBS, 을화))
- 1983, el 22.º, Grand Bell Awards : mejor actriz por Jeokdo-ui kkot (적도의 꽃))
- 1990, 26.º Premios de Artes Baeksang: mejor actriz por Nación de Fuego (불의 나라)
- 1991, 12.º Premios de Cine Dragón Azul: mejor actriz por Canción de Muerte (사의 찬미)
- 1991, 2.º Premios de Arte cinematográficos Chinsa : mejor actriz por Canción de Muerte
- 1992, 16.º Premios de Cinematografía dorados : Premio Especial, Actriz Favorita
- 1992, 30.º, Grand Bell Awards: mejor actriz por Canción de Muerte
- 2008, KBS Premios de Drama, Premio de Popularidad por Mom's Dead Upset
- 2008, KBS Premios de Drama, Premio a la mejor pareja junto a Kim Yong-gun por Mom's Dead Upset
- 2018, KBS Premios de Drama, Top Excellent por Marry Me Now.[5]